# Башта Азаді
Башта Азаді (перс. برج آزادی, в перекладі Башта Свободи)  — монумент у Тегерані, столиці Ірану, розташований при в'їзді до міста з західної сторони, один із символів міста.

## Конструкція
Архітектор Хусейн Аманат переміг у конкурсі дизайну монумента, який поєднує в собі елементи архітектури Сасанідів та Ахаменідів та постісламської перської архітектури.
Аманат, будучи прихильником бахаїзму, вимушений залишити країну, внаслідок ісламської революції 1979 року та припинення релігійного плюралізму в країні.
Башта є частиною культурного комплексу Азаді, що розташований у Тегерані на площі Азаді на території у 50000 м². Тут розташовано декілька фонтанів та музей (під землею).
Збудована із білого мармуру, привезеного з провінції Ісфахан та складається з восьми тисяч блоків мармурового каменю.
Меморіал мучеників у місті Алжир, який збудовано у 1982, схожий у дизайні та в окремих деталях з монументом у Тегерані.

## Історія
Башта збудована у 1971 році до святкування 2500-річчя Перської імперії. Ці «ворота до Тегерану» мали назву «Шах'яд» (королівський меморіал) на честь шаха, але назву змінено на «Азаді» (свобода) після революції 1979 року. Висота башти сягає 45 метрів.

## Галерея

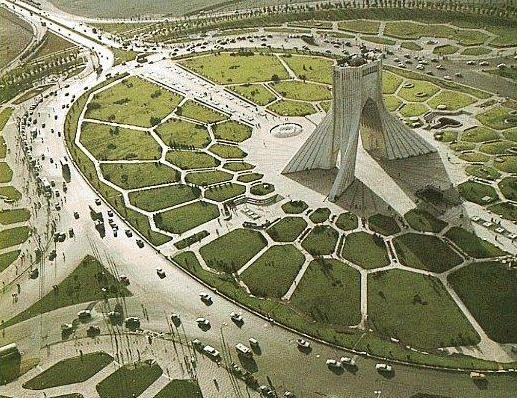
Вид на площу у 1971 році
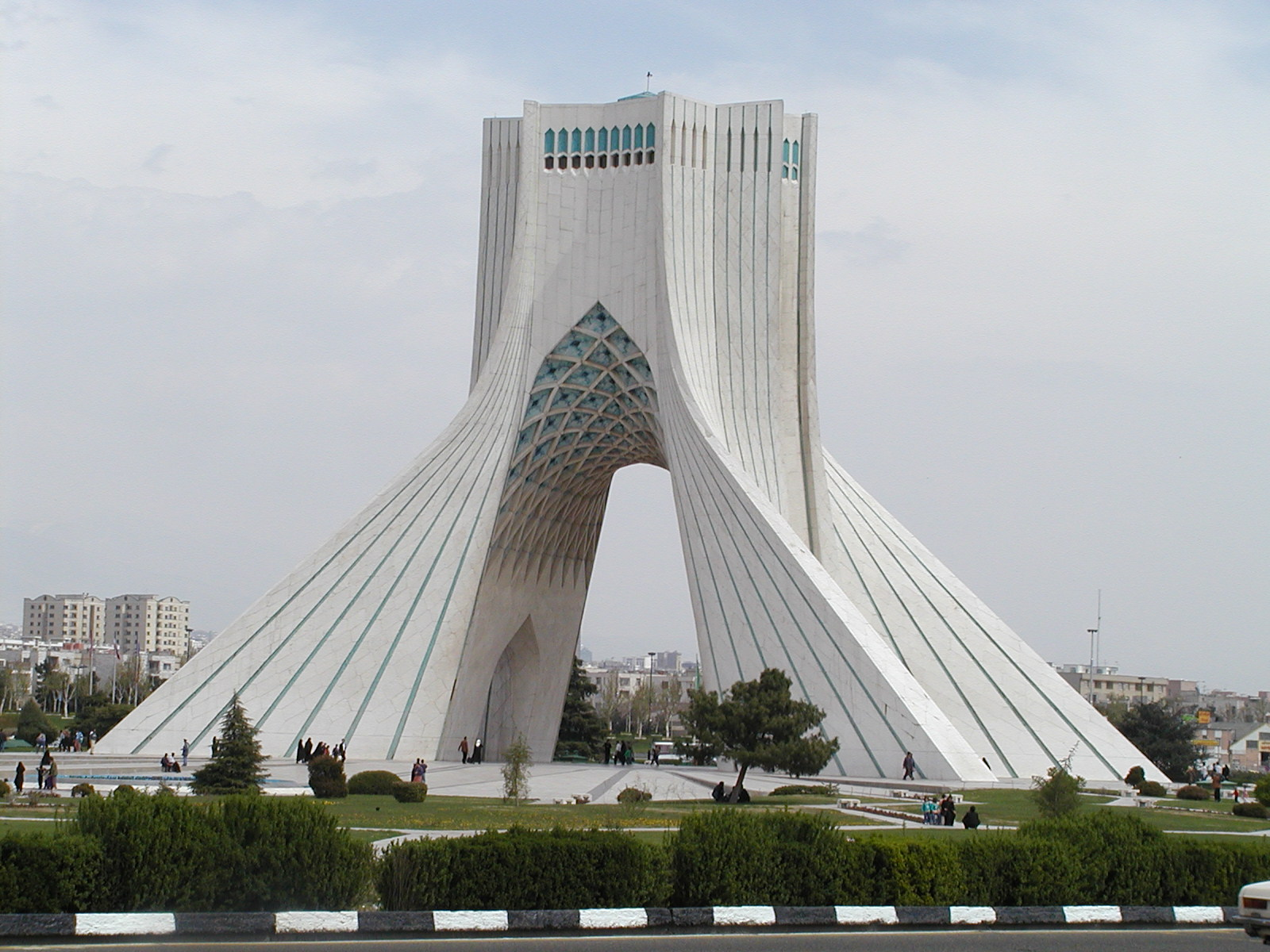
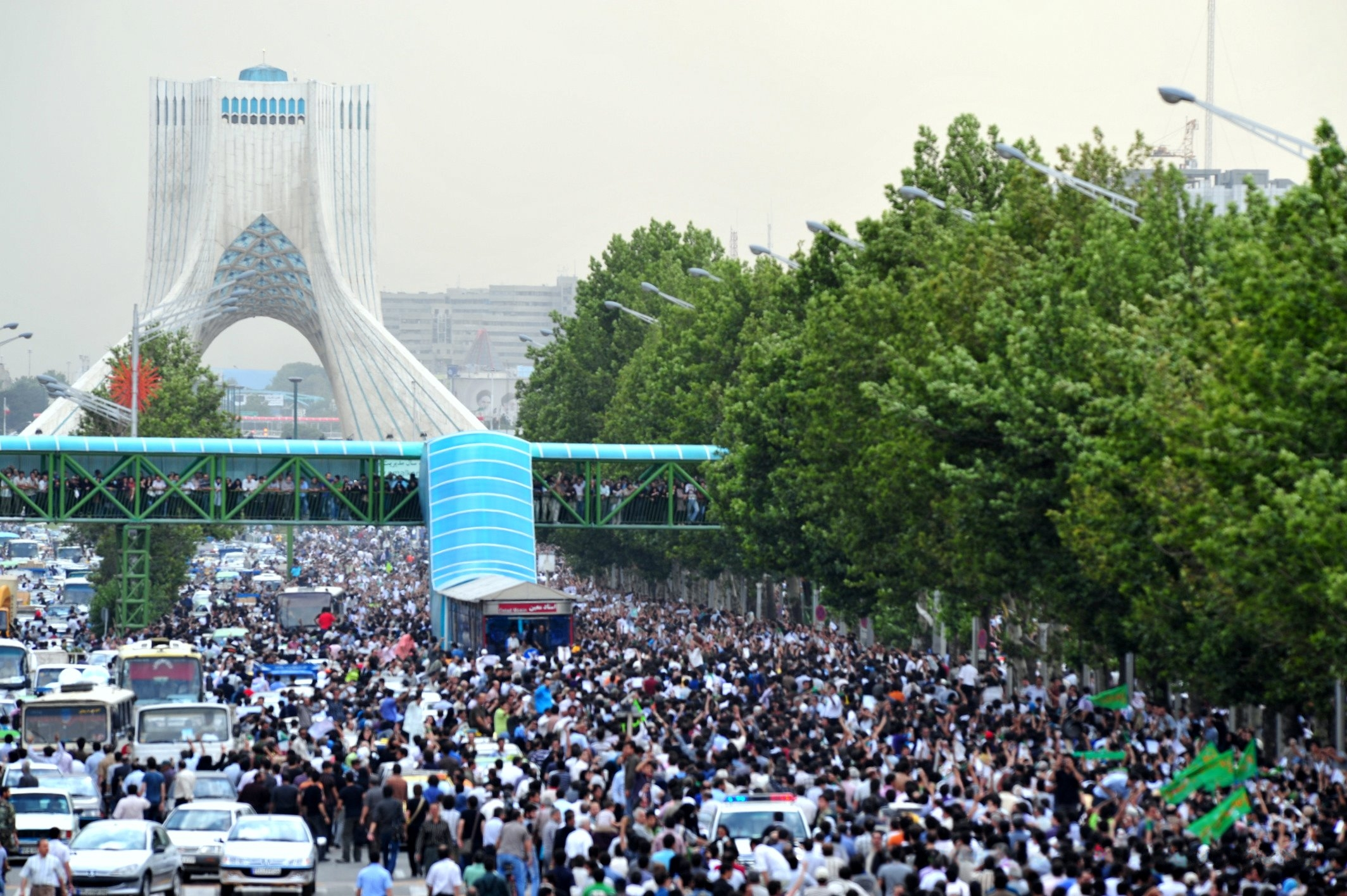
Під час акції протесту у 2009 році
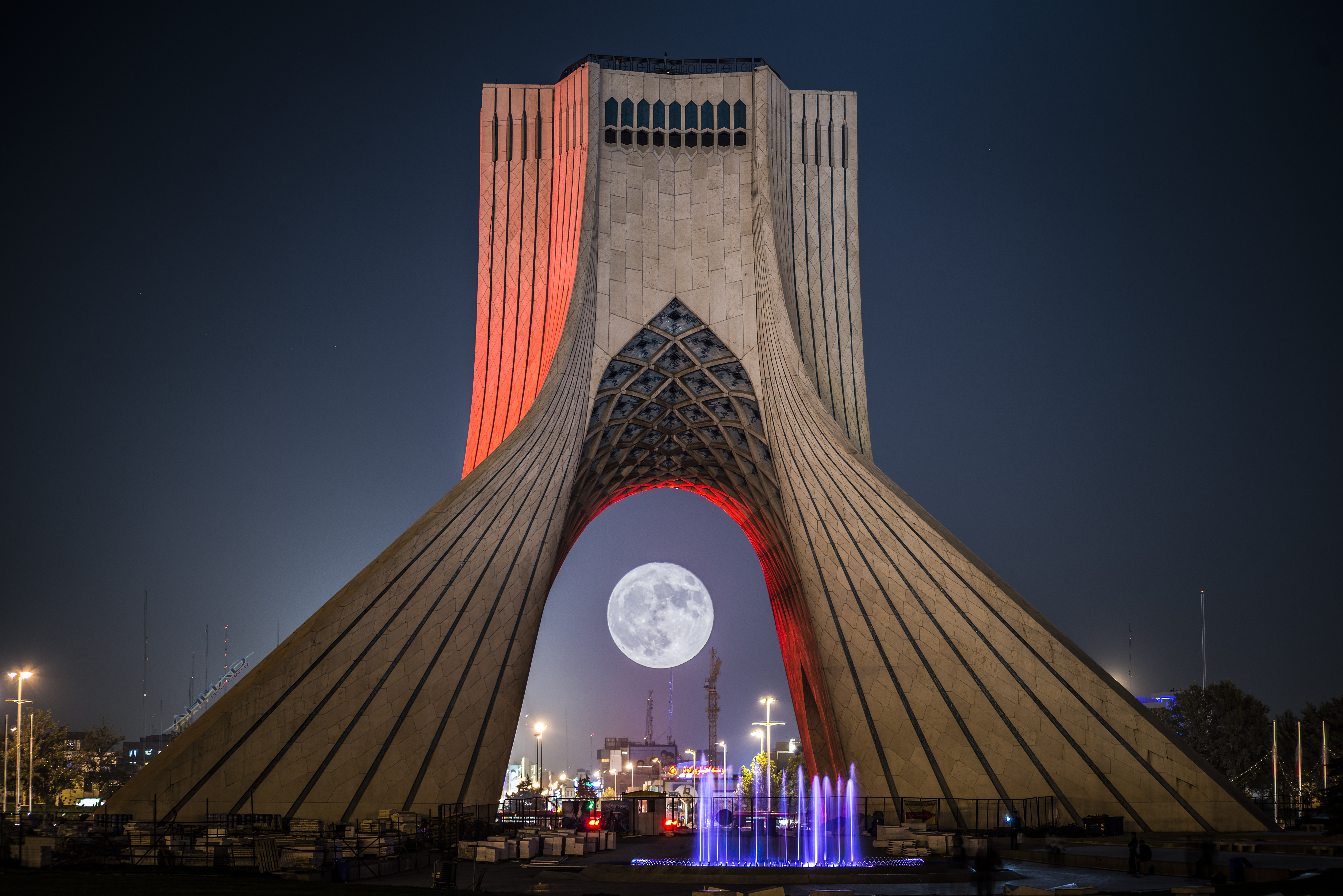
Azadi Tower during a full moon
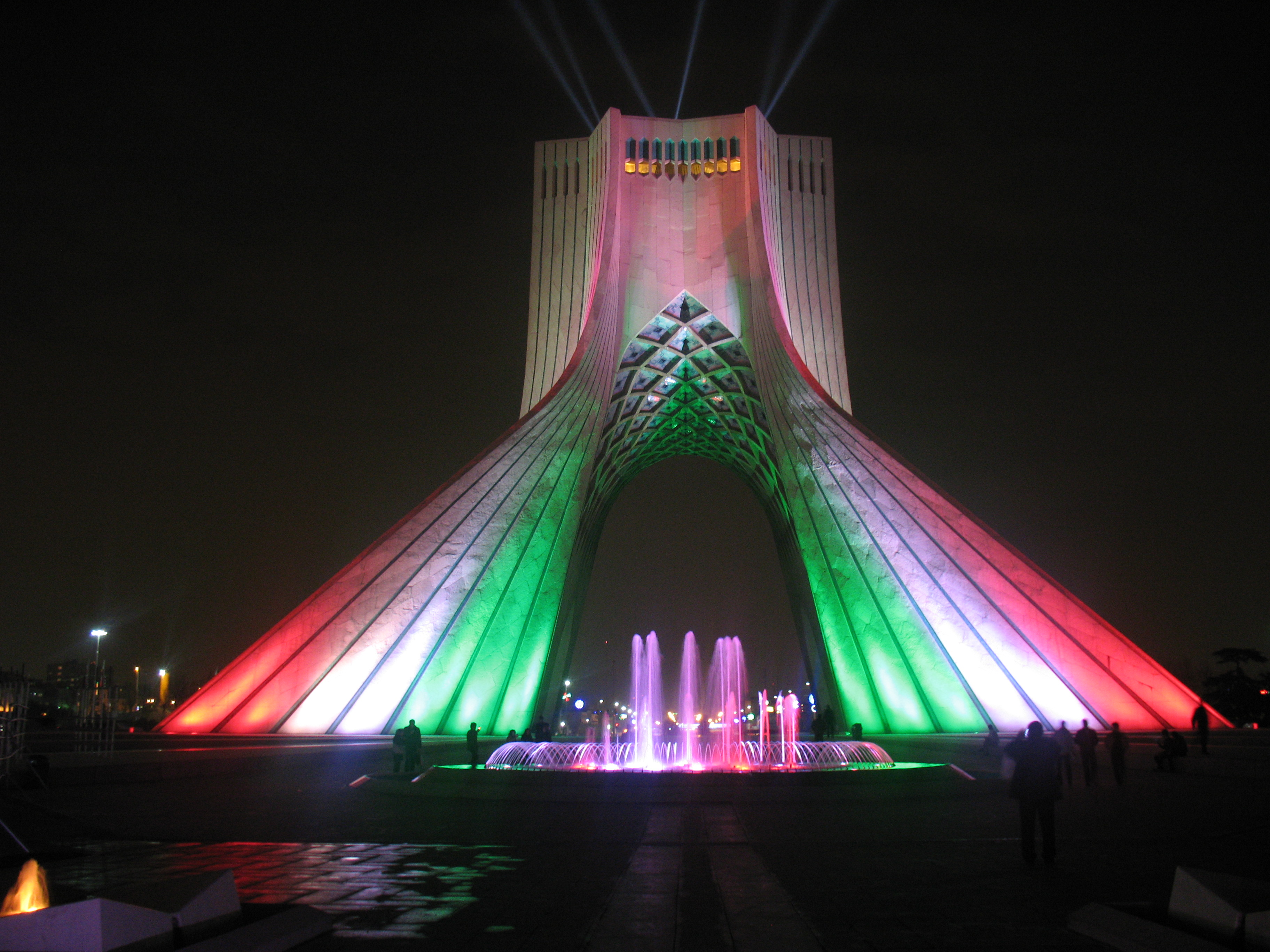
The tower in colours of the Iranian flag
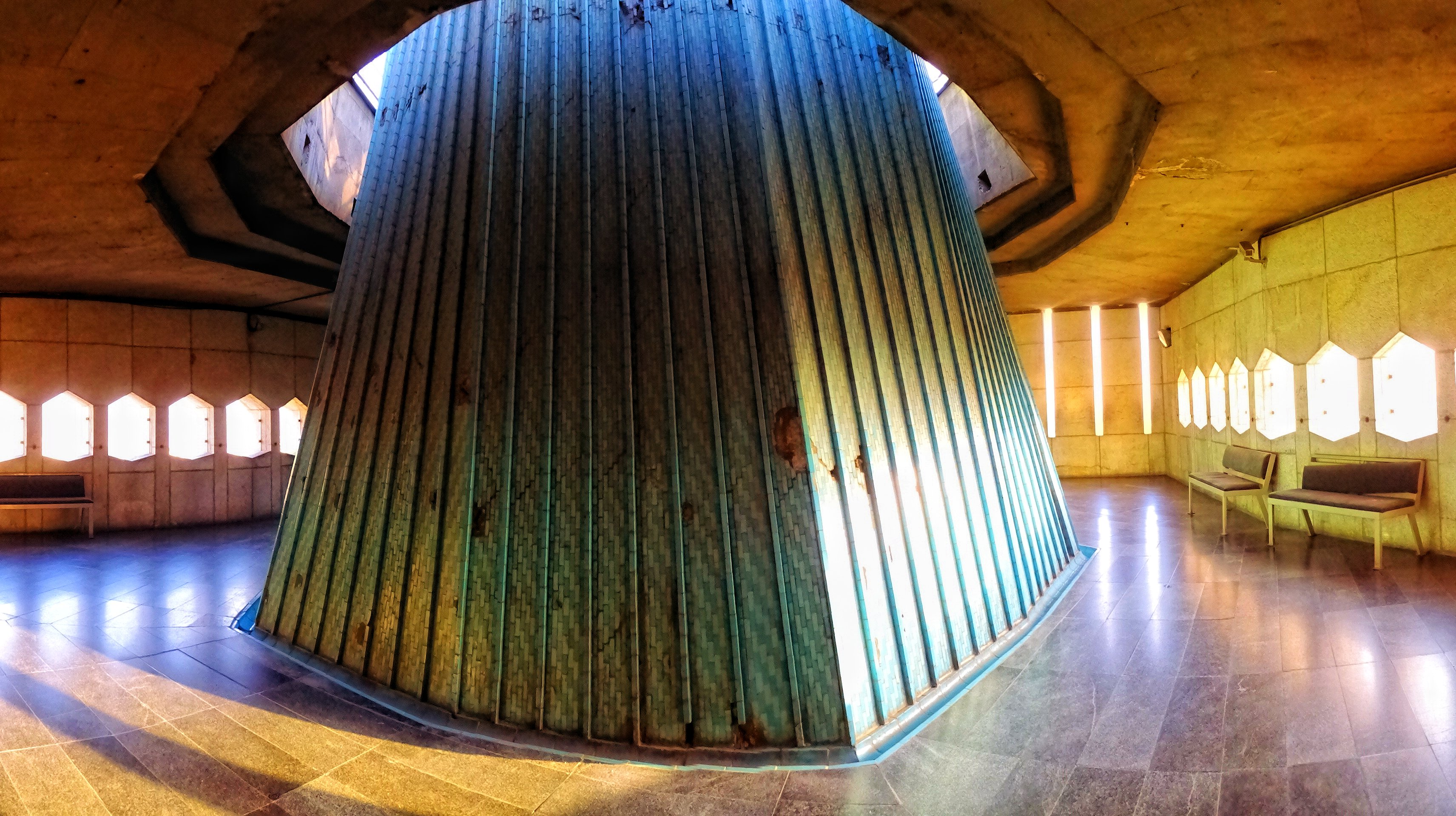
The Azadi Tower observation deck
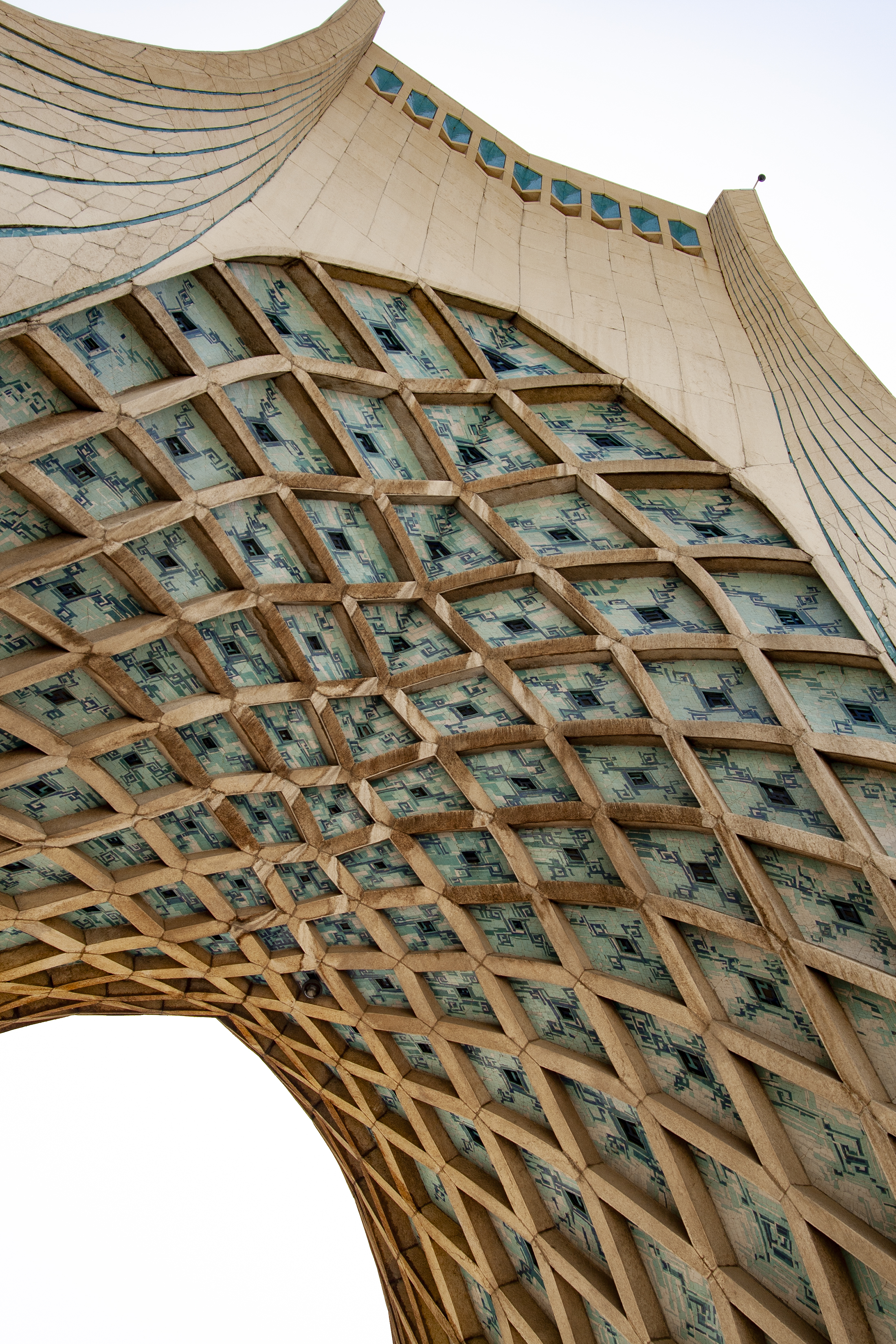
A low-angle view of the tower
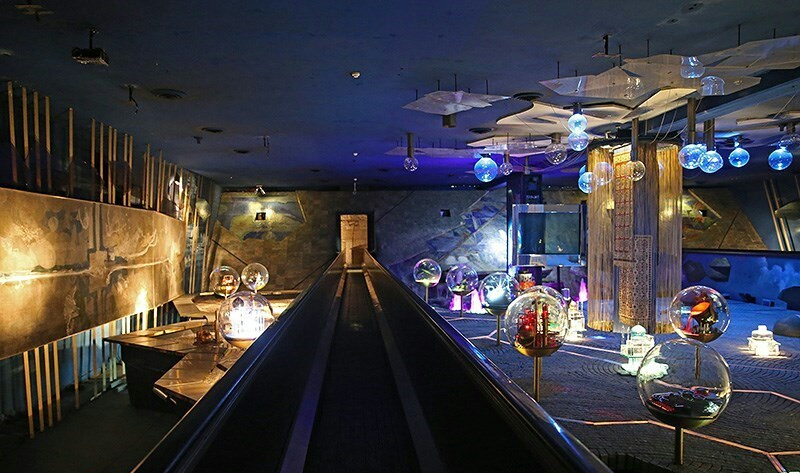
Inside the Azadi museum
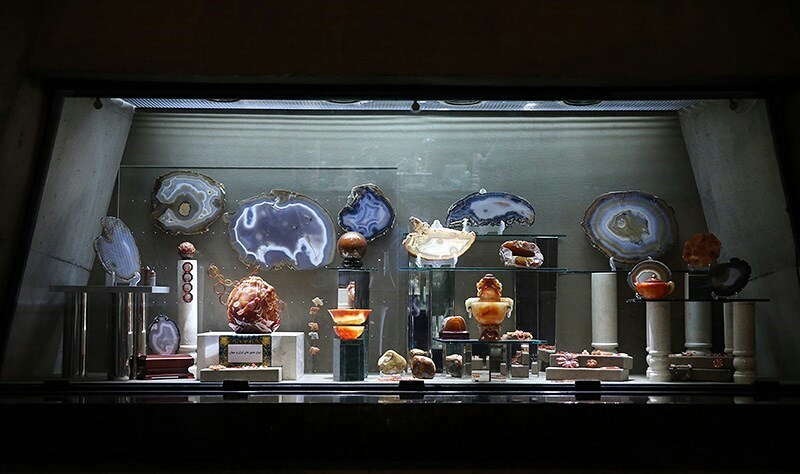
Inside the Azadi museum
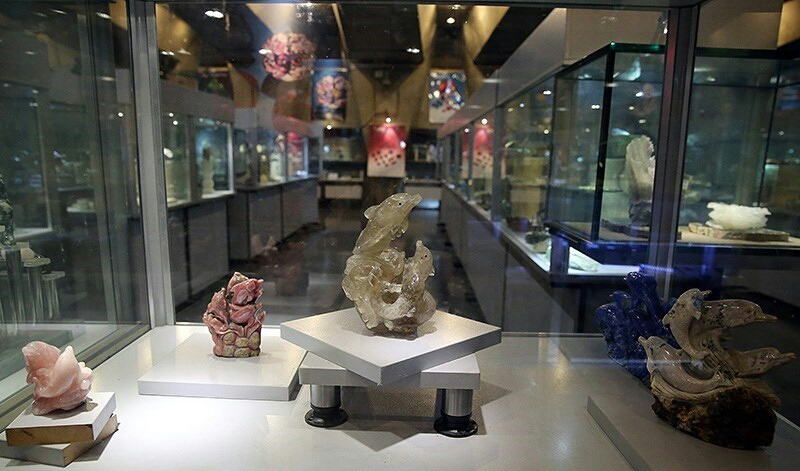
Inside the Azadi museum
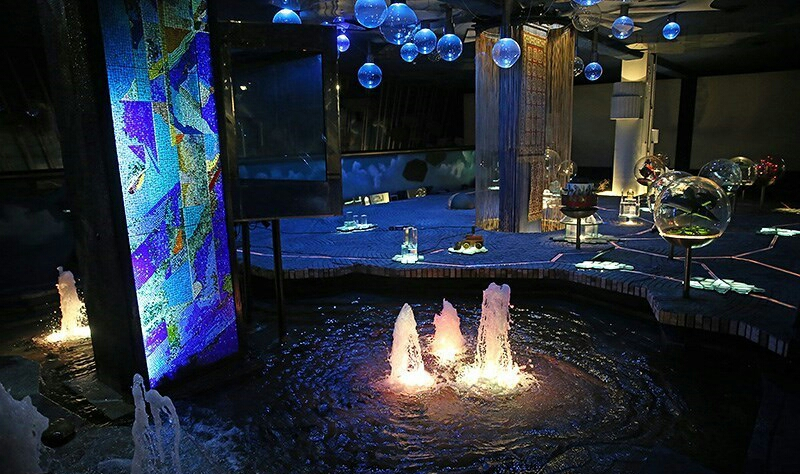
Inside the Azadi museum
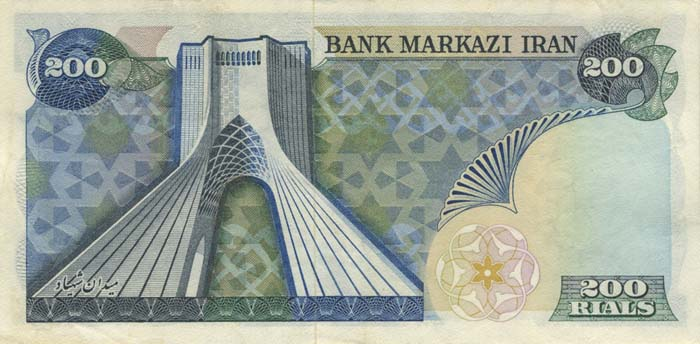
Azadi Tower on the reverse of a 1974 200 Iranian rial banknote